# ریو کوراچی
ریو کوراچی (انگلیسی: Reo Kurachi؛ زادهٔ ۲۲ مهٔ ۱۹۹۷) صداپیشه اهل ژاپن است. وی از سال ۲۰۱۷ میلادی تاکنون مشغول فعالیت بوده‌است.